# Iván Shmeliov
Iván Serguéyevich Shmelióv (Ruso: Иван Сергеевич Шмелёв) (Moscú, Imperio ruso; 21 de septiembre, o 3 de octubre del Calendario juliano, de 1873 – París, Francia; 24 de junio de 1950), a veces transliterado Iván S. Shmelev, Iván Chmelov o Iván S. Smelev, fue un escritor ruso adscrito a la corriente realista de la literatura rusa.

## Biografía
Iván Serguéyevich Shmeliov nace el 3 de octubre de 1873 del calendario juliano (21 de septiembre de 1873 del calendario gregoriano) en Moscú, Imperio ruso, en el seno de una próspera familia dedicada al comercio de la madera caracterizada por hábitos de carácter patriarcal y una estricta atmósfera religiosa. Es el cuarto hijo de cinco hermanos. Su padre muere cuando Iván tiene apenas 7 años.
Después de graduarse de la escuela secundaria, estudia como inspector de impuestos de provincia en la Facultad de estudios jurídicos de la Universidad de Moscú de 1894 a 1898. En otoño de 1895 realiza un viaje al Monasterio Valaamski Spaso-Preobrazhenski, cerca del lago Ládoga. Como consecuencia de éste viaje, Shmeliov escribe sus impresiones en su primer libro En las colinas de Valaam (Valaam es una isla en medio del lago Ládoga), publicado en Moscú en 1897. Después de completar sus estudios universitarios, realiza el servicio militar durante el año de 1898. Sirve como oficial durante 8 años en las provincias de Moscú y Vladímir, en donde al vivir la vida del campo, saca sus prototipos de héroes de muchas de sus narraciones e historias.
En 1911, Shmeliov escribe una de sus obras más significativas – El Camarero – que recibe un éxito inusitado. 
En 1912, Shmeliov organiza la Casa Editorial de Escritores de Moscú («Книгоиздательство писателей в Москве»), la cual publicaba a escritores como Iván Bunin, Borís Záitsev, entre otros escritores de su tiempo, así como su propia obra. Sus obras a partir de este periodo fueron significativas debido a la riqueza de lenguaje popular, en particular en el uso de la técnica skaz, en la cual el narrador está en el mismo nivel de los personajes principales de la historia, conocido también como monólogo narrativo.
A pesar de que abraza con entusiasmo la Revolución de febrero de 1917, un viaje a Siberia lo hace experimentar los efectos de la Revolución de Octubre y sus consecuencias en la iglesia y en las tradiciones. En 1920, Serguéi su único hijo, quien sirvió en el ejército blanco del general Wrangel, es arrestado y fusilado sin corte marcial, esto influye en el ánimo de Shmeliov. Poco después Iván Bunin le sugiere emigrar. A finales de 1922, después de una breve estancia en Moscú, Shmeliov va a Berlín, y luego a París, donde abre el capítulo de su vida en el exilio. Ahí escribe panfletos en contra del gobierno bolchevique, entre los cuales destacan El sol de los muertos (1923), Edad de piedra (1924), y Sobre los troncos (1925). El sol de los muertos es una crónica alucinada de los efectos más oscuros de la Revolución de Octubre, de los que el autor fue testigo y víctima. Junto con "El camarero" son las dos únicas obras editadas es español. Su creación se centra en recolecciones sobre el pasado. Durante su exilio escribe más de 20 libros. A partir de 1939, Iván Shmeliov mantuvo una nutrida correspondencia con Olga Bredius-Subbótina (1904-1959), quien habría de ser el último y más importante amor de su vida. En las cartas se evidencia su amor entremezclado con memorias y pensamientos acerca de Rusia, la religión ortodoxa, y fragmentos de futuras obras literarias. El 24 de junio de 1950, Shmeliov muere de un paro cardíaco cerca de París. No es sino hasta el año 2000 que por iniciativa de la comunidad rusa y con la asistencia del gobierno ruso sus restos son repatriados a Moscú.

## Obra literaria
Pertenece a la última generación de escritores rusos lanzados y protegidos por Máximo Gorki. Se complace principalmente en la pintura de la vida del pueblo bajo, campesino o urbano. Conoce a fondo el vivir triste, doloroso, de los que llama Fiódor Dostoyevski “los oprimidos y ofendidos”. Los grandes maestros de la novela realista inspiran sus obras; se mantiene alejado del modernismo y del futurismo literario fomentado durante cierto tiempo por el gobierno soviético. Su obra aún espera ser traducida al español.

## Obras
- En las colinas de Valaam (На скалах Валаама [Na skálaj Valaama], 1897)
- Asunto urgente (По спешному делу [Po spéshnomu delu], 1906)
- Historias de un Vájmistr (Вахмистр [Vájmistr] o en:Wachtmeister (grado militar), 1906)
- Desintegración (Распад [Raspad], 1906)
- Iván Kuzmich (Иван Кузьмич [Iván Kuzmich], 1907)
- El ciudadano de Ukleykin (Гражданин Уклейкин [Grazhdanín Ukleykin], 1907)
- En la madriguera (В норе [V noré], 1909)
- Bajo el cielo (Под небом [Pod nébom], 1910)
- Melaza (Патока [Pátoka], 1911)
- El camarero (Человек из ресторана [Chelovek iz restorana], 1911), publicado en español por vez primera en 1920. En 1927, Yákov Protazánov filmó una película homónima basada en esta novela corta que protagonizó Mijaíl Chéjov.
- Cáliz inagotable (Неупиваемая чаша [Neupiváiemaya chasha], 1918)
- Carrusel (Карусель [Karusel], 1916)
- Días difíciles (Суровые дни [Suróvye dni], 1917)
- Cara oculta (Лик скрытый [Lik skryty], 1917)
- Milagro en la estepa, fábula (Степное чудо, сказки [Stepnoe chudo, skazki], 1921)
- El sol de los muertos (Солнце мёртвых [Solntse miórtvyj], 1923). Editado en español por Editorial El Olivo Azul (Sevilla, 2008)
- Cómo volábamos (Как мы летaли [Kak my letali], 1923)
- Edad de piedra (Каменный век [Kámenny vek], 1924)
- Sobre los troncos (На пеньках [Na penkaj], 1925)
- Acerca de una anciana (Про одну старуху [Pro odnú staruju], 1925)
- Llegada a París (Въезд в Париж [Vyezd v Parizh], 1925)
- La luz de la razón (Свет разума [Svet rázuma], 1926)
- Historia de amor (История любовная [Istóriya lyubóvnaya], 1927)
- Soldados (Солдаты [Soldaty], 1930)
- Peregrinaje (Богомолье [Bogomolie], 1931)
- Anno Domini (Лето Господне [Leto Gospodne], 1933-1948)
- Antiguo Valaam (Старый Валаам [Stary Valaam], 1935)
- Nativo (Родное [Rodnóie], 1935)
- Niñera de Moscú (Няня из Москвы [Nyanya iz Moskvý], 1936)
- Navidad en Moscú, Historia de un hombre de negocios (Рождество в Москве, Рассказ делового человека [Rozdestvó v Moskvé], 1942-1945)
- Caminos celestiales (Пути небесные [Putí nebésnyie], 1948)

## Adaptaciones cinematográficas
- Iván Shmeliov en Internet Movie Database (en inglés).